# براندون سوبي
براندون سوبي (مواليد 21 فبراير 2002) هو لاعب كرة قدم فرنسي يلعب في مركز الظهير الأيمن في نادي ستاد رين.

## روابط خارجية
- براندون سوبي على موقع الاتحاد الأوربي (الإنجليزية)
- براندون سوبي على موقع رابطة كرة القدم الفرنسية للمحترفين (الإنجليزية)
- براندون سوبي على موقع قاعدة بيانات كرة القدم.إي يو (الإنجليزية)
- براندون سوبي على موقع ليكيب (الفرنسية)
- براندون سوبي على موقع Soccerbase.com (لاعب) (الإنجليزية)
- براندون سوبي على موقع Soccerway.com (الإنجليزية)
- براندون سوبي على موقع عالم كرة القدم.نت (الإنجليزية)